# Aan Rotterdam (Stedelied)

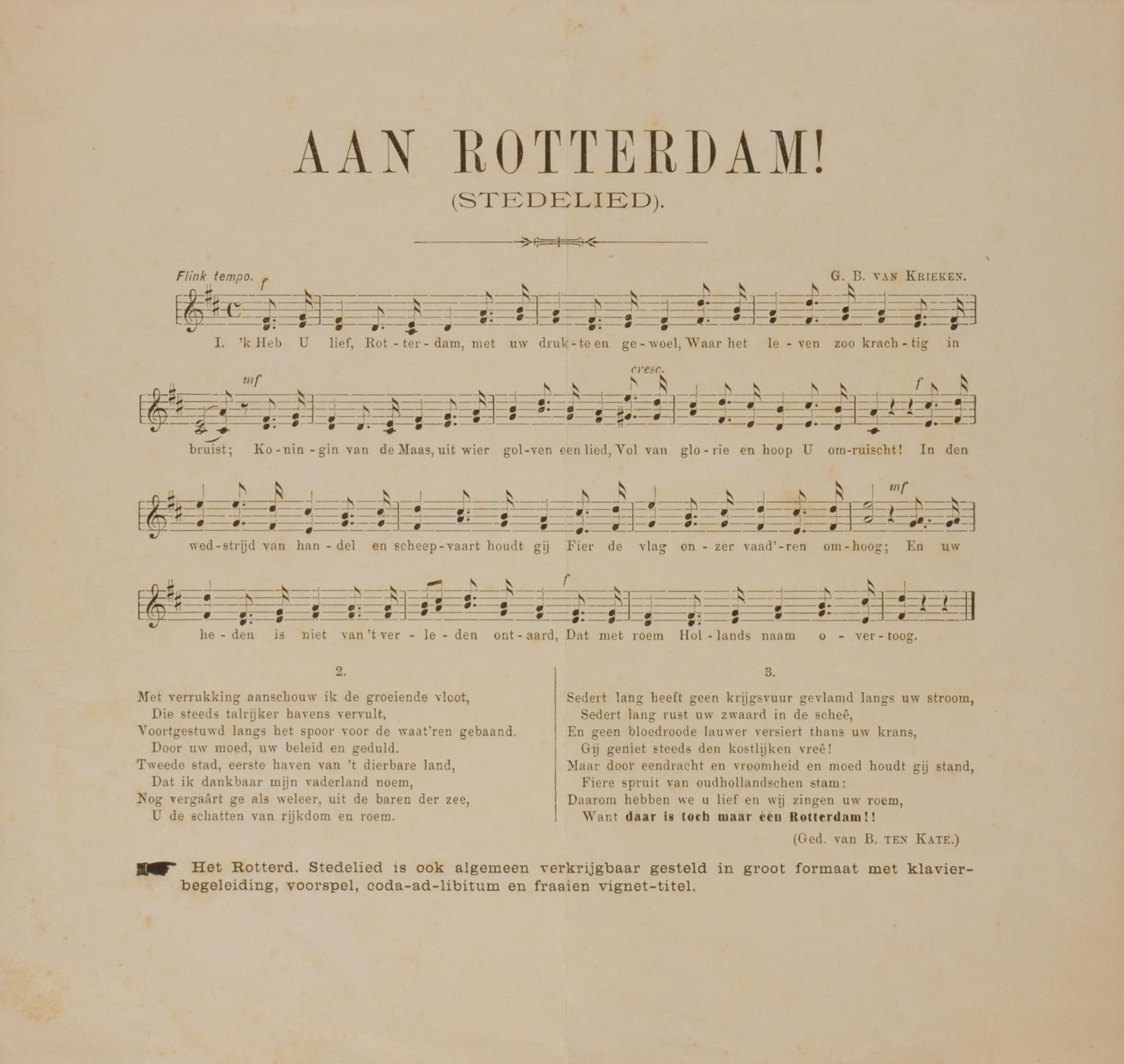
Lied met tekst en noten “Aan Rotterdam (stedelied)”

Aan Rotterdam (Stedelied) is het niet officiële volkslied van de stad Rotterdam. De tekst werd geschreven door hervormde predikant Berend ten Kate (1852-1941) en de muziek is gecomponeerd door de organist van de Rotterdamse Zuiderkerk, Gerard Bartus van Krieken. Het werd in 1894 het Stedelied van Rotterdam. 
Het lied werd ook gezongen door schooljongens tijdens de aubades op koninginnedag, 31 augustus, voor het college van burgemeester en wethouders, dat dan op het bordes van het stadhuis aan de Coolsingel had plaatsgenomen. 

## Aan Rotterdam
'k Heb U lief, Rotterdam, met uw drukte en gewoel,

Waar het leven zoo krachtig in bruist;

Koningin van de Maas, uit wier golven een lied,

vol van glorie en hoop u omruischt!

In den wedstrijd van handel en scheepvaart houdt gij

Fier de vlag onzer vaad'ren omhoog;

En uw heden is niet van ’t verleden ontaard,

Dat met roem Hollands naam overtoog

Met verrukking aanschouw ik de groeiende vloot,

Die steeds talrijker havens vervult,

Voortgestuwd langs het spoor voor de waat’ren gebaand,

Door uw moed, uw beleid en geduld,

Tweede stad, eerste haven van 't dierbare land,

Dat ik dankbaar mijn vaderland noem,

Nog vergaart ge als weleer, uit de baren der zee,

U de schatten van rijkdom en roem.

Sedert lang heeft geen krijgsvuur gevlamd langs uw stroom,

Sedert lang rust uw zwaard in de schee,

En geen bloedroode lauwer versiert thans uw krans,

Gij geniet steeds den kostliken vree!

Maar door eendracht en vroomheid en moed houdt gij stand,

Fiere spruit van oudhollandsehen stam:

Daarom hebben we u lief en wij zingen uw roem,

Want daar is toch maar één Rotterdam!
Het begin van het laatste couplet van het drie coupletten tellende lied is door de Tweede Wereldoorlog achterhaald. Na de oorlog is het begin van dat couplet aangepast.